# باهر دويدار
باهر دويدار  (29 أكتوبر 1973 -) هو كاتب سيناريو وطبيب مصري.

## حياته ونشأته
ولد في 29 أكتوبر 1973 ببني سويف وتخرج من كلية الطب القصر العينى «جامعة القاهرة».
بدأ في العمل الفني سنه 2010 من خلال الإذاعة فألف مسلسل «علشان خاطر مصر» من بطولة حمادة هلال وأحمد السقا ودخل التليفزيون في سنة 2012 قدم أول أجزاء مسلسل «حكايات بنات» وظل 3 سنوات دون أن يقدم أي أعمال حتى عام 2015 فقدم مسلسل «حق ميت» من بطولة حسن الرداد وإيمى سمير غانم ثم في 2016 قدم مسلسل «الميزان» من بطولة غادة عادل في عام 2017 قدم أهم أعماله في مسلسل «كلبش» الجزء الأول من بطولة «أمير كرارة» ومن ثم قدم الجزء الثاني والثالث وتعاون مرة أخرى مع «أمير كرارة» في مسلسل الاختيار عام 2020 وفي عام 2021 قدم مسلسل هجمة مرتدة بطولة أحمد عز وهند صبري